# John A. Gronouski

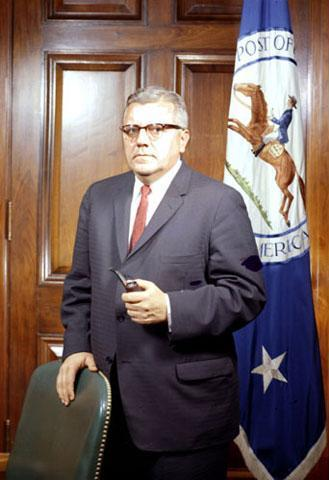
John Austin Gronouski

John Austin Gronouski (* 26. Oktober 1919 in Dunbar, Marinette County, Wisconsin; † 7. Januar 1996 in Green Bay, Wisconsin) war ein US-amerikanischer Politiker, der unter den Präsidenten John F. Kennedy und Lyndon B. Johnson als US-Postminister amtierte.

## Leben
Gronouski wuchs in Oshkosh auf. Er graduierte 1942 an der University of Wisconsin–Madison, bevor er sich dem Air Corps der US Army anschloss und während des Zweiten Weltkrieges als Navigator diente. Im Oktober 1945 nahm er seinen Abschied und setzte sein Studium in Wisconsin fort. 1947 machte er seinen Master-Abschluss, 1955 wurde er PhD. Zu diesem Zeitpunkt hatte er bereits als Mitglied der Demokratischen Partei für einen der beiden Sitze Wisconsins im Senat der Vereinigten Staaten kandidiert. Er unterlag jedoch 1952 dem Republikaner Joseph McCarthy.
Ab 1959 arbeitete Gronouski für die Steuerbehörde von Wisconsin. Er erhielt den Posten des Direktors der Kommission für Einkommenserfragung (Revenue Survey Commission). 1960 wurde er Wisconsins staatlicher Steuerbeauftragter (Tax commissioner) und unterstützte als Mitglied der Staatsexekutive den Wahlkampf von John F. Kennedy um die US-Präsidentschaft. Dieser erinnerte sich im August 1963 an Gronouski, der sich zwischenzeitlich durch die Neuorganisation des Steuersystems von Wisconsin einen Namen gemacht hatte, und ernannte ihn zum neuen Postmaster General.
John Gronouski war das erste Mitglied eines US-Kabinetts von polnischer Herkunft. Er erwarb sich während seiner Amtszeit Verdienste im Bemühen um ein Ende der Rassendiskriminierung von Postangestellten; zudem wurde unter seiner Leitung das System der fünfstelligen Postleitzahlen eingeführt.
1965 verließ er die Regierung, als ihn Präsident Lyndon B. Johnson zum Nachfolger von John Moors Cabot als Botschafter der Vereinigten Staaten in Polen berief. Nachdem Richard Nixon das Präsidentenamt übernommen hatte, wurde John Gronouski von Johnson gebeten, der Gründungsdekan der Lyndon B. Johnson School of Public Affairs zu werden. Dies blieb er bis zu seinem Ruhestand 1974.